# Draba turczaninowii
Draba turczaninowii là một loài thực vật có hoa trong họ Cải. Loài này được Pohle & N.Busch mô tả khoa học đầu tiên năm 1918.